# Плоскановица
Плоскановица (укр. Плоскановиця) — село в Чинадиевской поселковой общине Мукачевского района Закарпатской области Украины.
Население по переписи 2001 года составляло 254 человека. Почтовый индекс — 89645. Телефонный код — 3131. Занимает площадь 0,304 км². Код КОАТУУ — 2122780803.